# مدينة الملك عبد الله الثاني
مدينة الملك عبد الله الثاني هي مدينة رياضية تقع في العاصمة الأردنية عمان في منطقة القويسمة.